# Geria turturoides
Geria turturoides är en fjärilsart som beskrevs av Walker 1857. Geria turturoides ingår i släktet Geria och familjen nattflyn. Inga underarter finns listade i Catalogue of Life.